# Dipartimento di Limay Mahuida
Limay Mahuida è un dipartimento argentino, situato nella parte centro-occidentale della provincia di La Pampa, con capoluogo Limay Mahuida.
Esso confina a nord il dipartimento di Chalileo, ad est con quelli di Loventué e Utracán, a sud con il dipartimento di Curacó, e ad ovest con quello di Puelén.
Secondo il censimento del 2001, su un territorio di 9.985 km², la popolazione ammontava a 475 abitanti, con una diminuzione demografica del 18,94% rispetto al censimento del 1991.
Il dipartimento comprende per intero le  comisiones de fomento di La Reforma e Limay Mahuída.